# Guntis Peders
Guntis Peders (Letonia, 15 de agosto de 1973) es un atleta letón retirado especializado en la prueba de 60 m vallas, en la que consiguió ser subcampeón europeo en pista cubierta en 1996.

## Carrera deportiva
En el Campeonato Europeo de Atletismo en Pista Cubierta de 1996 ganó la medalla de plata en los 60 m vallas, con un tiempo de 7.65 segundos, tras su paisano letón Igors Kazanovs  (oro con 7.59 segundos) y por delante del belga Jonathan Nsenga  (bronce con 7.66 segundos).